# Юдзё
Юдзё (яп. 遊女 ю:дзё или асобимэ, дословно «женщина для удовольствий») — собирательное название проституток и куртизанок, но не гейш, существовавших на протяжении всей японской истории.

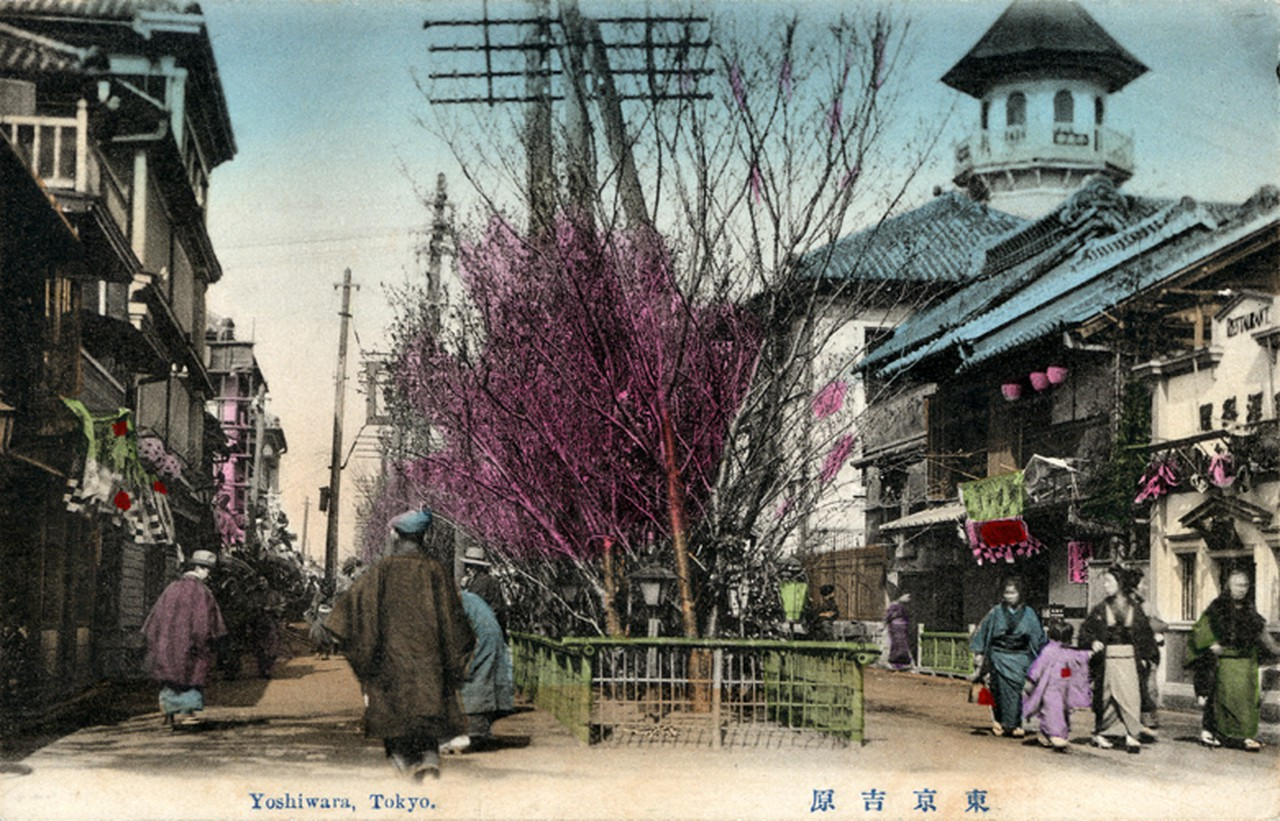
Ёсивара в Токио, старинная открытка

В 1956 году японским правительством был принят закон о запрете проституции (売春防止法 байсюмбо:сихо:). Однако, до его принятия в Японии на проституцию смотрели лишь как на одну из профессий. Законы защищали права проституток, взамен те должны были регулярно платить налоги.

## История
Преобладающие религии Японии — синто и буддизм. В синтоизме секс не считается греховным, а буддистские учения, в том числе те, что призывали к сексуальной умеренности, в Японии не нашли влиятельных последователей.
В 1193 году сёгун Минамото-но Ёритомо организовал бордели с целью предотвращения дезертирства среди солдат. Была учреждена специальная должность надзирателя за проститутками.
С XV века в Японии открываются бордели для китайцев, корейцев и других приезжих.
Позже в публичные дома стали ходить пришельцы с Запада (в основном — европейские торговцы с командой судна, в которую входили также азиаты, а иногда и южноафриканцы). Всё началось с прибытия в XVI веке в Японию португальских кораблей. Японцы посчитали, что португальцы приплыли из Индии, и что христианство — это новая индийская религия. Ошибка подкреплялась тем, что в Гоа находилась штаб-квартира португальской Ост-Индской компании, а также тем, что в командах кораблей португальцев было много индийцев-христиан.
Португальцы и члены команд их кораблей часто занимались работорговлей, продавая похищенных японок в Макао и другие португальские колонии, в том числе в Индии и Америке, или же оставляя у себя на судне в качестве сексуальных рабынь.

### Сёгунат

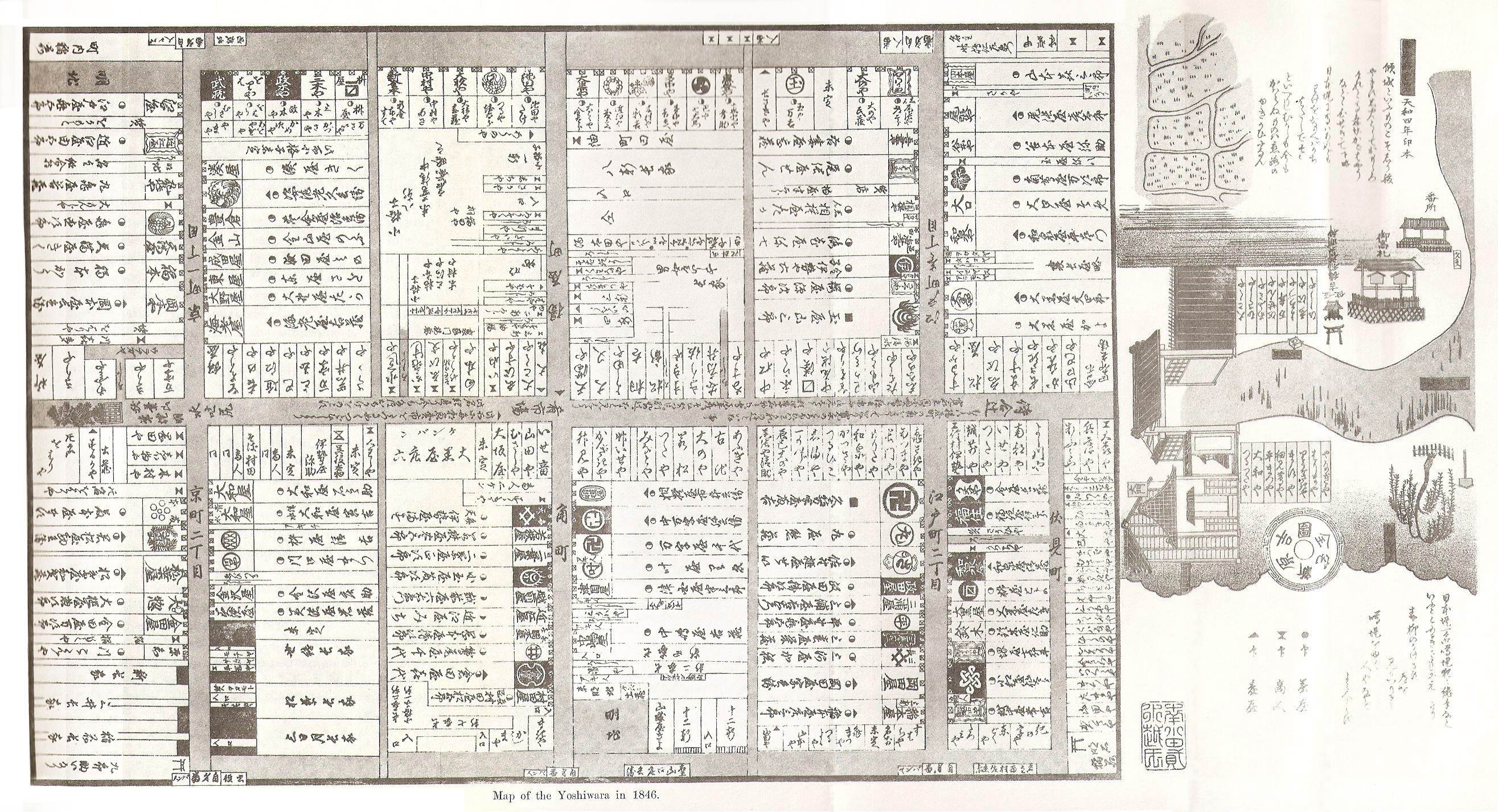
Карта Ёсивары в 1846 году

В 1617 году сёгунат Токугава выпустил приказ, запрещающий проституцию вне специально огороженных кварталов (юкаку). Самые известные кварталы — Ёсивара в Эдо (сейчас Токио), Симмати в Осаке и Симабара в Киото.
Проститутки получали лицензию юдзё (遊女 ю:дзё) «женщина для удовольствия» и ранжировались согласно сложной иерархии, на вершине которой находились ойран и таю. Юкаку огораживали высокими стенами, чтобы гарантировать верный подсчёт и уплату налогов. Ронины, самураи без сюзерена, охраняли проституток и не выпускали из квартала, за исключением весеннего ханами и визита к умирающему родственнику.

### Период Мэйдзи
Открытие Японии Западу и наплыв иностранцев спровоцировали революцию Мэйдзи. Японские писатели, в частности, Хигути Итиё, стали обращать внимание на жалкое существование юдзё низкого класса, содержавшихся за решётками как преступники. В 1908 за занятия проституцией без регистрации ввели штраф.

### Караюки-сан
Караюки-сан (唐行きさん, буквально «уехавшая за границу») — японки, уехавшие во второй половине XIX века в ближневосточные и юго-восточные страны, чтобы там зарабатывать проституцией.
Многие караюки-сан происходили из бедных крестьянских или рыбацких семей, у которых их покупали посредники. Закат периода Мэйдзи стал золотым веком караюки-сан, девушки хотели поехать в заграничные страны и получили название «дзёсигун» (女子軍, армия женщин). Однако со вступлением Японии в международное сообщество быть «караюки-сан» стало считаться постыдным. Японские чиновники в начале XX века много работали, чтобы закрыть японские бордели в других странах и поднять престиж Японии. Многие японки вернулись, но не все.

### Период Сёва
Сразу после окончания Второй мировой войны правительством Нарухико Хигасикуни была создана Организация особого отдыха (特殊慰安施設協会 токусю иан сисэцу кё:кай) — сеть публичных домов для обслуживания оккупировавших страну солдат. 19 августа 1945 года Министерство внутренних дел Японии приказало администрации на местах обеспечивать солдат союзных войск проститутками «во имя сохранения чистоты японского народа».
Однако командование соединёнными силами запретило Организацию особого отдыха и другие системы легализованной проституции в 1946 году. В 1947 вышел Императорский декрет, запрещающий убеждать женщин заниматься проституцией, но при этом сама проституция оставалась законной. 12 мая 1956 года вышел закон, запрещающий проституцию в некоторых формах.

## Юдзё и культура
Как и гетеры, юдзё высокого класса предоставляли не только своё тело, но и развлекали клиентов традиционными искусствами: ойран владели цитрой кото, умели слагать стихи, исполнять традиционные танцы. Киотоские конкуренты ойран — «таю» (太夫 таю:) — получали ранг лишь при соблюдении строгих критериев известности. Он означал, что владелица обладает незаурядными талантами и значительным образованием.

## Классификация юдзё Ёсивары

### Самостоятельные юдзё
Работающие юдзё делали охагуро и подводили брови.
- таю — сегодня остаются национальными сокровищами, работая как гейши (без сексуальной составляющей профессии). В период Эдо зарплата таю составляла 37 моммэ в день.
- коси-дзёро (格子女郎 ко:си дзёро:, дословно «проститутка за решёткой») — в период Эдо оплачивалась 26 моммэ в день. В киотоской Симабаре назывались тэндзин (天神).
- сантя-дзёро (散茶女郎, дословно «проститутка-сэнтя»), в середине XVIII века стоила три четверти рё.
- байтя-дзёро (梅茶女郎, дословно «проститутка-сливовый чай»)
- ёбидаси (呼出し, по приглашению) в середине XVIII века были самым высоким рангом, позже стали четвёртым.
- тюсан (昼三 тю:сан)
- фумаваси (附廻し)
- хэя-дзи (部屋持, дословно «держащая комнату»)
- дзасэки-дзи (座席持, дословно «держащая место для сидения»)
- каси-дзёро (河岸女郎 каси дзёро:, проститутка с набережной)
- цубонэ-дзёро (局女郎 цубонэ дзёро:)

## Терминология
Для обозначения секс-индустрии Японии используются следующие эвфемизмы.
- Байсюн (売春, буквально «продавать весну», «продавать страсть»), используется только для обозначения нелегальной проституции.
- Мидзу сёбай (水商売 мидзу сё:бай, торговля водой) — более широкий термин, охватывающий всю околосексуальную индустрию развлечений.

## Проституция в современной Японии
В 1956 году японским правительством был принят «закон о запрете проституции» (売春防止法 байсюмбо:сихо:), гласящий: «проституция унижает человеческое достоинство, противоречит нравственности в обществе, заботящемся о собственном облике» (売春が人としての尊厳を害し、性道徳に反し、社会の善良の風俗をみだすものである). В соответствии с ним за вовлечение в проституцию, сутенёрство и прочее должна применяться смертная казнь, проституткам не грозит ничего. Оборот рынка проституции, по оценкам, превышает 2,3 триллиона иен, что составляет 0,4—0,5 % ВВП. В проституцию нелегально вовлечены тысячи иностранок, к примеру, в 2013 году было арестовано 50.
В Японии «секс-индустрия» и «проституция» — не одно и то же. Японское законодательство трактует проституцию как соитие, совершаемое за плату, легальные секс-клубы предлагают услуги, не связанные с вагинальным сексом, например оральный секс. Это регулируется «законом о предприятиях, затрагивающих общественную мораль» (風俗営業取締法) 1948 года с поправками 1985 и 1999 годов.